# Ariadna molur
Espèce
Ariadna molur est une espèce d'araignées aranéomorphes de la famille des Segestriidae.

## Distribution
Cette espèce est endémique du Karnataka en Inde,. Elle se rencontre vers Dandeli.

## Description
La femelle holotype mesure 9,61 mm.

## Étymologie
Cette espèce est nommée en l'honneur de Sanjay Molur.

## Publication originale
- Siliwal, Yadav & Kumar, 2017 : Three new species of tube-dwelling spider genus Ariadna Audouin, 1826 (Araneae: Segestriidae) from India. Zootaxa, no 4362(3), p. 433-441.